# کوه تاونی
کوه تاونی (به لاتین: Mount Taveuni) یک کوه در فیجی است که در فیجی واقع شده‌است. کوه تاونی ۱٬۲۴۱ متر بالاتر از سطح دریا واقع شده‌است.